# Estabulación

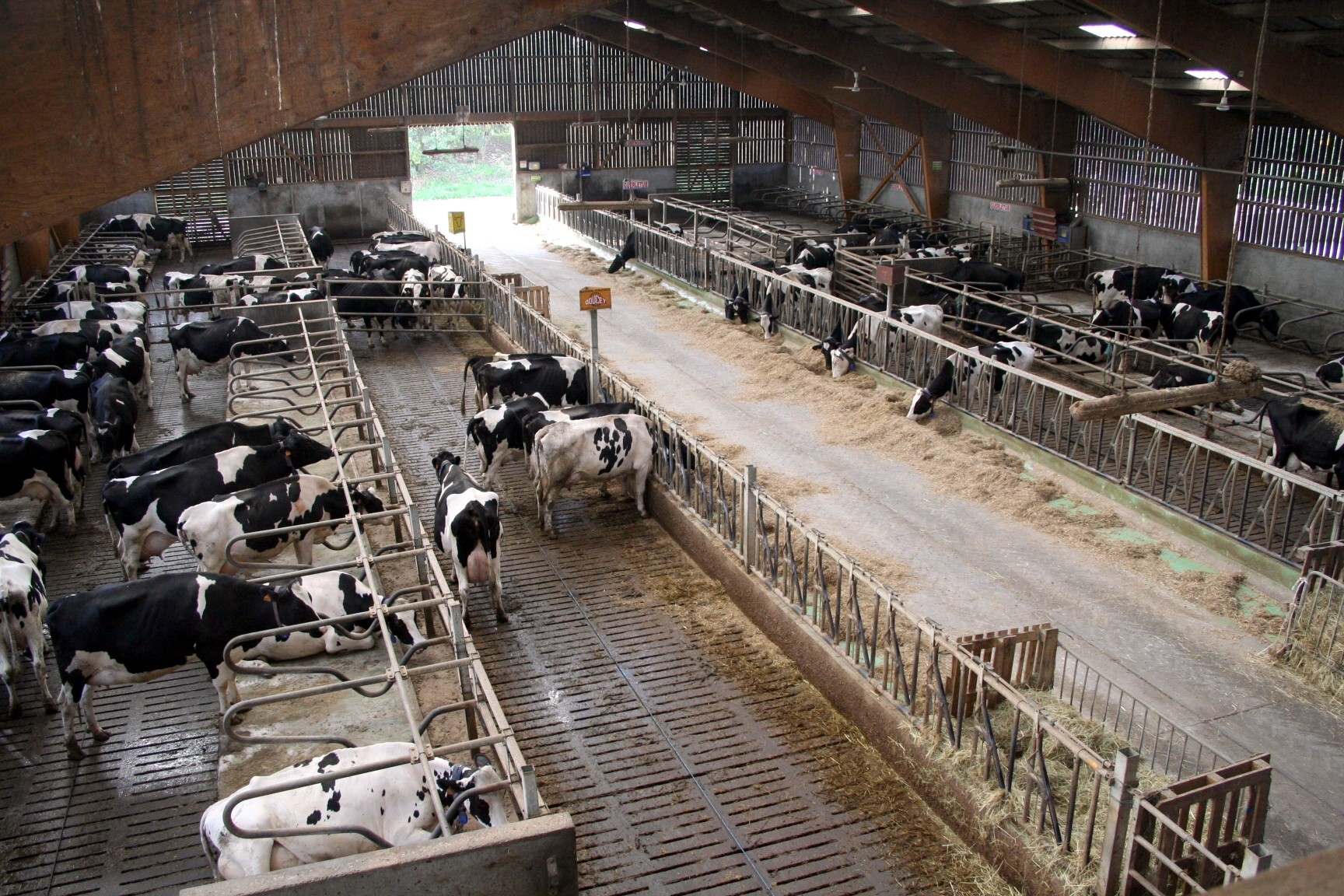
Vacas lecheras en estabulación libre en una granja.

La estabulación (de establo) consiste en mantener a los animales que se crían dentro de un establecimiento, es decir, un lugar donde estén estos animales durante gran 
parte de su vida.
Las regiones templadas o frías principalmente (pero también la especialización de las explotaciones ganaderas) han obligado a los criadores a mantener a los animales en el interior de los edificios y así desarrollar diferentes tipos de ganadería que contribuya al bienestar de los ganaderos y del ganado en las diferentes etapas de desarrollo (crecimiento, gestación y producción).
Frente al régimen de estabulación existe el régimen campero o extensivo, en el que los animales pasan la mayor parte del día al aire libre.
Hay dos tipos principales de estabulación: la estabulación «tradicional» y la estabulación «libre».

## Estabulación tradicional
Estabulación en jaula o pequeño recinto
Los caballos, los terneros, los cerdos y las gallinas ponedoras están confinadas dentro de un edificio y tienen un espacio limitado o una jaula donde pueden moverse sin estar atados.
Estabulación en el puesto
Los animales están confinados en compartimentos algo más grande que ellos, llamados puestos. Por lo general, tienen libertad para levantarse y echarse pero no pueden desplazarse. Este sistema permite la limpieza, el ordeño y la alimentación manual o automatizada..

## Estabulación libre
En este sistema de cría, los animales tienen libre acceso a su puesto, pero siguen estando confinados dentro de un edificio o espacio limitado.
Dado que algunos animales como los bóvidos han sido sometidos a una intensa selección tanto por la producción de leche o de carne como por su carácter, los sistemas de cría en estabulación libre alcanzan todo su sentido, ya que dan una cierta libertad de movimiento a los animales. Entre las vacas lecheras, la estabulación libre ha ido en favor de una mayor mecanización de la alimentación de los animales, del ordeño y de la limpieza de los edificios.